# Igreja Presbiteriana Independente do Brasil
A Igreja Presbiteriana Independente do Brasil  (IPIB), é uma denominação protestante de confissão de reformada (calvinista). É a terceira maior denominação presbiteriana no Brasil.

## Histórico
A IPIB - Igreja Presbiteriana Independente do Brasil é uma igreja que tem suas raízes na Reforma Protestante do século XVI com orientação calvinista. Foi fundada em 31 de julho de 1903 por um grupo de sete pastores liderados pelo Rev. Eduardo Carlos Pereira (1856-1923). Os outros seis pastores que deixaram o sínodo da então Igreja Presbiteriana do Brasil para organizar o Presbitério Independente foram:
Rev. Alfredo Borges Teixeira (1878-1975)
Rev. Bento Ferraz (1865-1944)
Rev. Caetano Nogueira Júnior (1856-1909)
Rev. Ernesto Luiz de Oliveira (1875-1938)
Rev. Otoniel de Campos Mota (1878-1951)
Rev. Vicente Themudo Lessa (1874-1939)
As causas que levaram à criação da Igreja Presbiteriana Independente remonta aos anos finais do século XIX. Questões missionárias e educacionais levaram o Rev. Eduardo Carlos Pereira a entrar em conflito com os missionários norte-americanos. Em 1886 ele apresentou um Plano de Missões Nacionais com a intenção de tornar a igreja brasileira auto-suficiente o mais rápido possível para sustentar pastores, professores e evangelistas e, para dar apoio à proposta ele toma a iniciativa de fundar em 1887 a Revista das Missões Nacionais. Outro ponto era o desejo de que a preparação teológica dos ministros brasileiros fosse mais adequada, isso por meio de uma instituição regular e não num sistema de tutoria, o que vinha sendo reclamado desde 1875.
O grupo eduardista também reagia diretamente à política dos missionários em relação à evangelização indireta das crianças através do Mackenzie College (atualmente, Universidade Presbiteriana Mackenzie).
O conflito tomou outro rumo quando entrou a questão maçônica. Em dezembro de 1898 o médico Dr. Nicolau Soares do Couto Esther, recebido na igreja pelo Rev. Chamberlain, em 1885, passou a publicar, com o pseudônimo Lauresto, uma série de doze artigos em O Estandarte (jornal evangélico fundado pelo Rev. Carlos Pereira em 1893, sucessor de A Imprensa Evangélica), com a temática A Maçonaria e o Crente. Os artigos  argumentavam sobre a incompatibilidade entre a maçonaria e fé a cristã. Por ser o jornal dirigido pelo grupo eduardista encontrou oposição do Rev. Álvaro Reis, pastor da Igreja Presbiteriana do Rio de Janeiro, o qual em 1899 fundou, o também jornal evangélico, O Puritano, onde muitas vezes debatia as opiniões publicadas em O Estandarte, acelerando as divergências, naquela altura, já latentes entre os grupos.
Em março de 1902 o grupo eduardista apresentou um projeto nacionalista chamado de Plataforma, adaptado de um discurso que o Rev. Carlos Pereira pronunciou no seminário teológico da igreja em 1900, A plataforma possuía cinco pontos:
1. A independência absoluta, ou soberania espiritual da Igreja Presbiteriana do Brasil;
2. Desligamentos dos missionários estrangeiros dos presbitérios nacionais;
3. Declaração oficial da incompatibilidade da maçonaria com o Evangelho de Nosso Senhor Jesus Cristo;
4. Conversão das Missões Nacionais em Missões Presbiteriais, ou autonomia dos presbitérios na evangelização de seus territórios;
5. Educação sistemática dos filhos da Igreja  pela Igreja e para a Igreja.

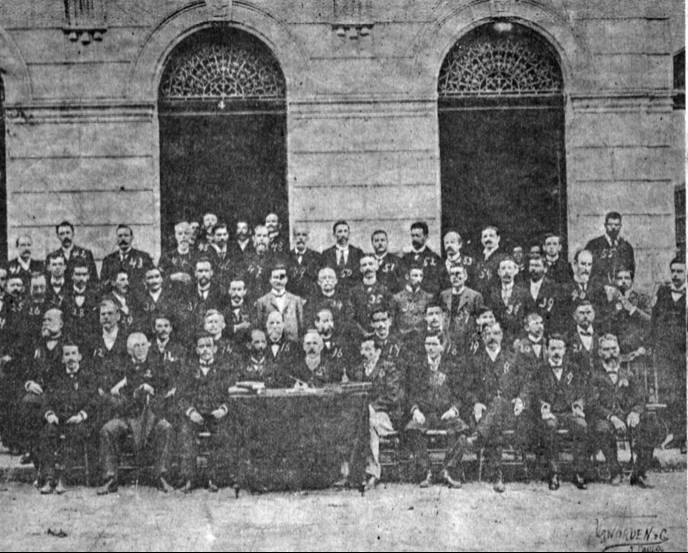
Sínodo de 1903 em São Paulo.

Foi então em 31 de julho de 1903 que o grupo eduardista sofreu seu duro golpe. Primeiro o Rev. Álvaro Reis apresentou uma proposta que procurou anular item por item da plataforma proposta. Após debates o missionário norte-americano Rev. Samuel Rhea Gammon entrou com uma proposta que foi chamada de moção Gammon, esta, por sua vez, focou na questão maçônica e considerou os demais itens como já vencidos, recebeu apoio e foi a votos. A moção Gammon ganhou levando o grupo derrotado do Rev. Carlos Pereira a separar-se da Igreja mãe. Os sete pastores mais treze presbíteros foram a pé em direção à Primeira Igreja Presbiteriana de São Paulo, então situada na rua 24 de maio, onde breves discursos eram intercalados pelo lema "Pela Coroa Real do Salvador".
No dia seguinte, 1º de agosto, no intuito de se reorganizarem procuraram constituir-se em presbitério, o Presbitério Independente. O primeiro nome dado à igreja foi "Egreja Presbyteriana Independente Brazileira"  (ortografia da época), e assim foi organizada a igreja que hoje é habitualmente chamada de IPI. Uma Igreja que surgiu como independente e brasileira.
Em seus primeiros cinco meses a igreja contava com 2.500 membros comungantes, e, em 1907, com 56 igrejas, contava com 4.224. Em 1908 foi instalado o seu Sínodo, inicialmente com três presbitérios; em 1957 foi criado o Supremo Concílio, com três sínodos, 10 presbitérios, 189 igrejas locais e 105 pastores. O Estandarte é até hoje o jornal oficial da IPI. O estabelecimento de um Seminário para a formação de seus pastores foi gradual e passou por várias etapas, mas ocorreu. Atualmente a formação pastoral é efetuada na Faculdade de Teologia da Igreja Presbiteriana Independente do Brasil (FATIPI), situada na cidade de São Paulo (Rua Genebra). 

### Tentativas de reunificação de denominações
A partir de 1916 as relações entre IPB e IPIB foram restabelecidas.
Em 1948 a IPB e IPIB formaram uma comissão que visava a reaproximação das denominações.
A Igreja Presbiteriana do Brasil desligou-se completamente da Igreja Presbiteriana (EUA) desde a década de 1980 e reconheceu a incompatibilidade da maçonaria com a fé cristã em 2006 (decisão reafirmada em 2010). Tais fatos poderiam conduzir uma reaproximação entre as denominações. Todavia, muitas diferenças surgiram nos mais de 100 anos de separação entre a IPB e  IPIB. A primeira é hoje muito mais conservadora que a segunda. A IPB não admite ordenação ou a pregação de mulheres, é majoritariamente cessacionista, é contra o ecumenismo do Concílio Mundial das Igrejas e da Comunhão Mundial das Igrejas Reformadas e possui posicionamentos mais rígidos quanto a questões morais como o casamento e divórcio. Já a IPIB permite a ordenação de mulheres como pastoras, presbíteras e diaconisas, é oficialmente continuísta e participa da Comunhão Mundial das Igrejas Reformadas e do Conselho Mundial das Igrejas, o que torna as diferenças entre as duas denominações bem maiores hoje do que na época da separação.

## Estrutura
Sistema Presbiteriano de Governo: Representativo
A IPIB é uma federação de igrejas locais que, embora tenha personalidade jurídica própria, estão jurisdicionadas aos concílios a que pertencem. Cada igreja tem o seu concílio (colegiado), chamado de Conselho, é constituído por representantes (delegados) da membresia e presidido pelo Pastor titular. As igrejas geograficamente próximas formam um concílio maior denominado de Presbitério. Os Presbitérios compõem um Sínodo, que por sua vez, compõem a Assembleia Geral que é o concílio maior da Igreja. Sendo um ramo do cristianismo que se governa, sustenta e propaga por si mesmo.
A atual diretoria da IPI do Brasil, eleita para o quadriênio 2023-2027, é assim composta:
Presidente: Rev. Sérgio Gini; 
1º Vice-Presidente: Presb. Ítalo Francisco Curcio; 
2º Vice-Presidente: Rev. Edson Augusto Rios; 
1ª Secretária: Presba. Valdirene Márcia da Rocha Nogueira;
2º Secretário: Rev. Kleber Nobre de Queiroz
O Ministério de Ação Social e Diaconal é o braço social da igreja, seus trabalhos são dirigidos em dar assistência a comunidade em geral, membros e não membros, bem como a realização de projetos locais visando o amparo a famílias carentes e outros no âmbito de sustentabilidade ambiental.
A IPI nos dias de hoje, é muito conhecida pela força do seu trabalho leigo, (trabalho realizado por membros discentes da Igreja). Esse trabalho divide-se nas atividades das seguintes Coordenadorias:
Os adultos se organizam por meio da Coordenadoria Nacional de Adultos (CNA); os jovens por meio da União da Mocidade Presbiteriana Independente (UMPI); os adolescentes através da Geração Teen Independente (GTI) e as crianças com a Coordenadoria Nacional de Crianças (CNC).
As Coordenadorias promovem congressos, acampamentos e outras demais atividades para comunhão, educação e discipulado da Igreja em esfera local, regional e nacional.

### Galeria de ex-presidentes da Assembleia Geral
| Período                                           | Nome                             |
| ------------------------------------------------- | -------------------------------- |
| por três mandatos, nas décadas de 1980 e de 1990. | Rev Abival Pires da Silveira     |
| de 1987 a 1991                                    | Rev. Assir Pereira               |
| de 1995 a 1999                                    | Rev. Mathias Quintela de Souza   |
| de 1999 a 2003                                    | Rev. Leontino Farias dos Santos  |
| de 2003 a 2011                                    | Rev. Assir Pereira               |
| de 2011 a 2019                                    | Rev. Áureo Rodrigues de Oliveira |
| de 2019 até 31 de julho de 2023                   | Rev. João Luiz Furtado           |
| 31 de julho de 2023 à 31/07/2027                  | Rev. Sérgio Gini                 |

## Doutrina
A IPIB, diferente da Igreja Presbiteriana do Brasil, ordena mulheres como pastores(as), presbíteros(as) e diáconos(isas). Em 1979 a IPIB regularizou a situação dos divorciados membros e em 1991 passou a permitir que seus pastores sejam divorciados.
É oficialmente Continuista quanto aos dons apostólicos e ecumênica quanto ao relacionamento com outras denominações, participando do Concílio Mundial das Igrejas, Conselho Latino-Americano de Igrejas, Comunhão Mundial das Igrejas Reformadas, Aliança de Igrejas Presbiterianas e Reformadas da América Latina, Comissão Evangélica Latino-Americana de Educação Cristã e Coordenadoria Ecumênica de Serviço, além de manter parceria oficial com a Igreja Presbiteriana Unida do Brasil, com a qual é comum o intercâmbio de pastores.
Embora tenha a CFW, CMW e BCW como símbolos de fé oficiais da denominação, em 1938 a IPIB aprovou uma resolução determinando que uma comissão elaborasse uma nova confissão de fé. Em 1941, a comissão foi dissolvida e diversas comissões foram nomeadas posteriormente com o mesmo objetivo. Ainda assim, nenhuma delas elaborou novo documento. Consequentemente, as confissões oficiais são pouco conhecidas, divulgadas ou lidas pelas igrejas.

## Demografia
| Ano  | Igrejas | Membros |
| ---- | ------- | ------- |
| 1903 |         | 2.500   |
| 1906 | 39      | 3.500   |
| 1907 |         | 4.224   |
| 1934 | 125     | 13.315  |
| 1969 | 318     | 60.000  |
| 2008 | 510     | 74.224  |
| 2009 | 512     | 76.860  |
| 2013 | 546     | 85.108  |
| 2015 | 550     | 95.065  |
| 2016 | 544     | 96.290  |
| 2017 |         | 97.952  |
| 2018 | 545     | 95.848  |
| 2020 | 553     | 96.396  |
| 2023 | 550     | 91.008  |

Entre os anos de 2008 e 2017, a denominação apresentou crescimento constante, chegando ao pico do número de membros em 2017. Em 2018 a denominação apresentou declínio no número de membros, pela primeira vez. Todavia, voltou a apresentar crescimento em 2020. Entre 2008 e 2020 (12 anos), a denominação cresceu 29,87%. No mesmo período, a população brasileira cresceu 10,31%.
No ano de 2023, a Assembleia Geral da denominação recebeu relatório estatístico, mas não divulgou todas as informações, porque parte das igrejas não preencheu o formulário. Ainda assim, foi informado que 55% das igrejas federadas (ou cerca de 303 das 550 igrejas) tinha menos de 100 membros. Foi relatado que grande parte dessas igrejas não consegue se sustentar financeiramente, dependendo do auxílio do seu presbitério. Além disso, foi relatado que parte dessas igrejas não possui um pastor em tempo integral, o que tem levado ao declínio no número de membros e fechamentos de igrejas.
Por outro lado, foi relatado que as 24 maiores igrejas da denominação (4,3% das igrejas) tem 30.336 membros e que esse valor corresponde a 1/3 dos membros da denominação. Sendo assim, em 2023, a denominação tinha cerca de 91.008 membros. No mesmo ano, o site da denominação informava a existência de 550 igrejas federadas à denominação, 3 a menos que em 2020.

## Música
A IPI se preocupa com a música em seus cultos e serviços, devendo ser reverente e se encaixar às doutrinas da igreja. O hinário adotado é o Cantai Todos os Povos, onde constam desde hinos tradicionais do século XIX até músicas contemporâneas. Para o acompanhamento é usado geralmente órgão ou piano, além do ministério de louvor, que faz uso de instrumentos menos clássicos, como guitarra e bateria. O hino oficial da IPI do Brasil é o 412 do CTP, "O Pendão Real", cuja letra é:
HINO 412: UM PENDÃO REAL
1- Um pendão real vos entregou o Rei
A vós soldados Seus
Corajosos pois em tudo O defendei
Marchando para o Céu
Com valor, sem temor!
Por Cristo prontos a sofrer
Bem alto erguei o Seu pendão
Firmes sempre, até morrer.
2- Eis formados já os densos batalhões
Do grande usurpador
Declarai-vos hoje bravos campeões! 
Avante sem temor!
3- Quem receio sente no seu coração
E fraco se mostrar
Não receberá o eterno galardão
Que Cristo tem pra dar
4- Pois sejamos sempre a Jesus leais
E a Seu real pendão
Os que na batalha sempre são fiéis
Com ele reinarão.

## Comunicação
A IPI do Brasil mantém um site [www.ipib.org], o Jornal mensal " O Estandarte"  e a Revista trimestral Alvorada, além da editora Pendão Real que publica livros, revistas e diversos outros itens.
O Jornal O Estandarte é o órgão oficial de comunicação da Igreja Presbiteriana Independente do Brasil. Por esta razão, é inerente ao periódico, divulgar às igrejas locais, informações e documentos oficiais para conhecimento e observância por parte dos concílios da igreja. É pelas páginas do jornal que são transmitidas às igrejas locais e concílios os posicionamentos oficiais da denominação.
Órgão oficial da Secretaria da Família da Igreja Presbiteriana Independente do Brasil, a revista Alvorada foi fundada em 3/02/1968, sendo seus fundadores o Rev. Francisco de Morais, Maria Clemência Mourão Cintra Damião e Isolina de Magalhães Venosa. A publicação é mensal.

## Comunhão e trabalhos
As igrejas da IPIB realizam com frequência acampamentos e encontros não só entre jovens e adolescentes, mas também para todos os membros a fim de proporcionar comunhão entre eles, momentos de lazer e descontração que não tem chance de ter nos cultos e escolas dominicais e uma experiência compartilhada de fé em Jesus.
Podem ser organizados pelas igrejas locais, pelo presbitério ou sínodo. Tem diversas atividades de lazer, estudo da palavra e cultos.
Há ainda muitos eventos realizados pelas igrejas locais, como cultos de ação de graças, encontro de outras igrejas e conhecimento de outros membros, e cantatas de natal, geralmente organizado pelo departamento infantil da igreja, não somente para membros, mas aberto para todos da comunidade.
A IPIB também proporciona estudos bíblicos e reuniões de oração durante a semana, além de ensaios musicais.

## Cismas na IPI

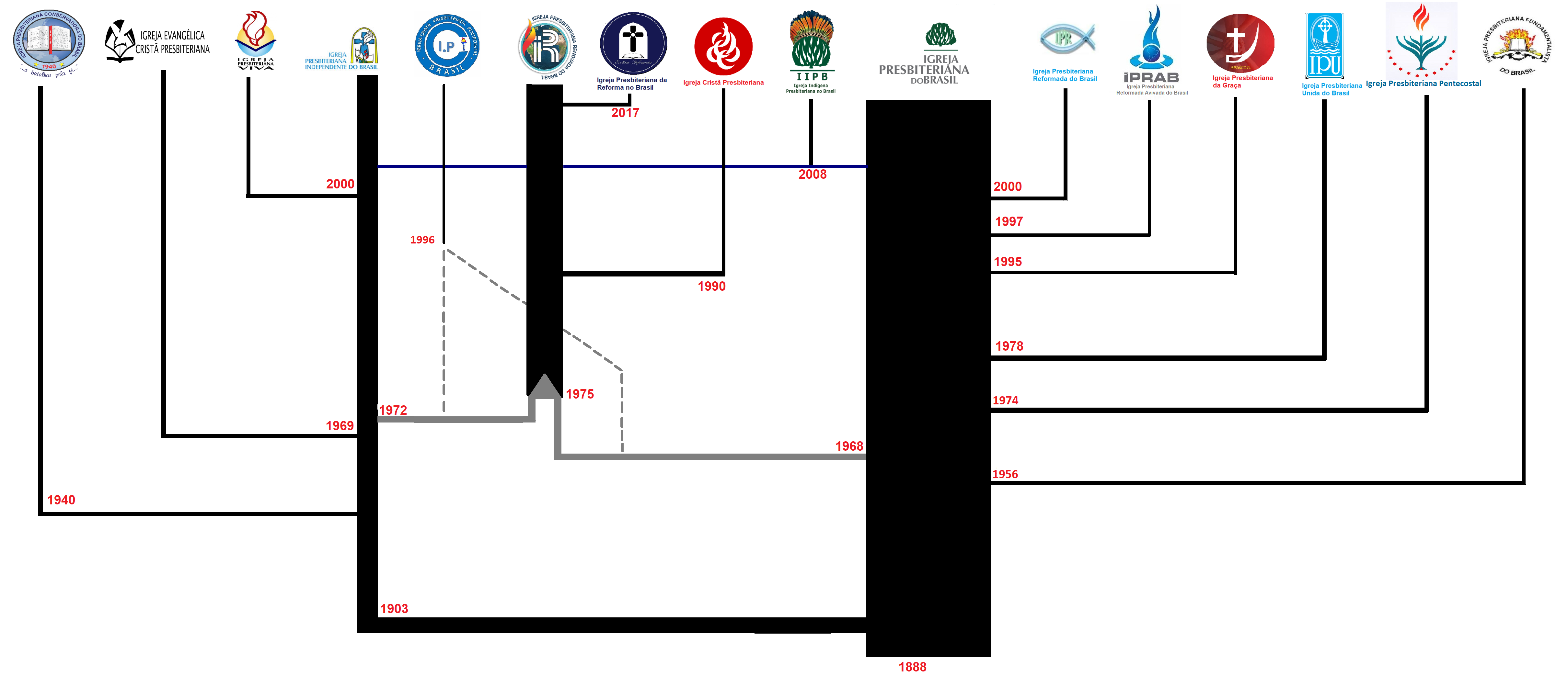
Árvore de denominações dissidentes da Igreja Presbiteriana Independente do Brasil. As linhas de cor cinza representam denominações extintas

Embora a IPI tenha crescido e se consolidado no cenário evangélico brasileiro em seus primeiros anos, isso não a impediu de posteriormente ter que passar por novas experiências cismáticas. Assim foi no período de 1938-1942, na década de 1950 e em 1973.
Os cismas do período de 1938-1942 foram resultados dos conflitos entre gerações durante a década de 30 por influência das transformações culturais e políticas que vivia o próprio Brasil.  O surgimento da Igreja Presbiteriana Conservadora do Brasil se deu por meio de uma questão teológica. Organizada pelos membros teologicamente mais conservadores que acreditavam haver um infiltramento liberal na igreja. Eram opostos ao ensino dos pastores e professores liberais que negavam ou eram flexiveis quanto à questão teologica sobre as penas eternas para os que não fossem salvos por Cristo, ou seja, os liberais defendiam o aniquelamento das almas após a morte ao invés do eterno sofrimento no inferno.
Na metade dos anos de 1950 se introduziram no Brasil, por meio das chamadas “tendas de cura divina”, novos grupos de movimentos pentecostais. A IPI acolheu os primeiros missionários da cura divina para que assim fossem instalados no ambiente evangélico brasileiro. Esses missionários receberam convites da 3ª IPI, situada no bairro do Brás, e da IPI do Cambuci, ambos os bairros da capital paulista possuíam como características serem  populosos e, assim deram inícios em suas campanhas. O fato causou dissidência entre os Presbiterianos Independentes e gerou a saída de quase todos os membros da IPI do Cambuci e proporcionou posteriormente a instituição da Cruzada Nacional de Evangelização no Brasil. Anos depois daria origem às igrejas do Evangelho Quadrangular, O Brasil para Cristo e a Pentescostal Deus é Amor.
Em 1972 o clima cismático foi diferente, o que predominava em parte da membresia e de alguns líderes era a busca por um reavivamento espiritual, porém, em formatos carismáticos e pentecostais. O desconforto gerado no ambiente Presbiteriano Independente deu origem à Igreja Presbiteriana Independente Renovada, que em 1975 se uniu à Igreja Cristã Presbiteriana (dissidente da Igreja Presbiteriana do Brasil em 1968) para formar a atual Igreja Presbiteriana Renovada do Brasil.. No ano 2000, em Volta Redonda, no Rio de Janeiro, um grupo de membros da Igreja Presbiteriana Independente da Minerlândia a deixaram para fundar uma nova denominação de orientação neopentecostal, a Igreja Presbiteriana Viva.

## Autarquias

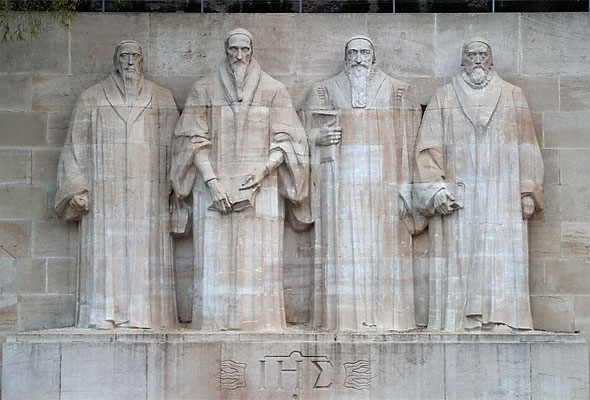
O Muro dos Reformadores. Da esquerda à direita, estátuas de Guilherme Farel, João Calvino, Teodoro de Beza e John Knox.

- Associação Bethel
- Acampamento Cristo é Vida
- Associação/ Editora Pendão Real
- Fundação Eduardo Carlos Pereira
- FATIPI ( Faculdade de teologia da IPI )